# Premier congrès des patriarches et évêques catholiques du Moyen-Orient
Le premier congrès des Patriarches et Évêques catholiques du Moyen-Orient se déroula à Fatka, près de Beyrouth, au Liban du 9 au 20 mai 1999.